# Dendrochilum geesinkii
Dendrochilum geesinkii är en orkidéart som beskrevs av Jeffrey James Wood. Dendrochilum geesinkii ingår i släktet Dendrochilum och familjen orkidéer. Inga underarter finns listade i Catalogue of Life.